# Chen Tse-Ping
Chen Tse-Ping conocido como Chepin (Zhejiang, 1903-Sevilla, 1997) fue un artista de circo y empresario de origen chino, nacionalizado español, que junto a su esposa, Manuela Fernández Pérez, crearon el Teatro Chino de Manolita Chen, el más famoso de los teatros portátiles de España.

## Trayectoria
Nació en el año 1903 en el seno de una familia de la provincia de Zhejiang, China, estirpe de oficiales del Ejército Imperial. En 1922, con 19 años su familia le envió a París para estudiar, ciudad en la que decidió quedarse para evitar la situación política de su país natal con las revueltas y llegada al poder de Chiang Kai Shek. Aquí, Tse-Ping descubrió su habilidad para hacer malabares y para el lanzamiento de cuchillos cuando conoció a un grupo de exiliados chinos que viajaban por Europa trabajando como artistas circenses, troupe a la que finalmente se unió.
Tal fue su pasión por el circo que convenció a sus hermanos y primos para que viajaran a Alemania a reunirse con él y crear su propio espectáculo itinerante, iniciando así, su andadura como empresario. En esta etapa conoció a la alemana y también artista de circo, Charlotte Wilsenfaher,  su primera esposa y madre de su primera hija, Lardie Chen, única de esta unión. La nueva familia junto al grupo de artistas se instalaron en Portugal y fundaron el Circo Che-Kiang o Zhejiang. En 1941, Tse-Ping y su empresa se trasladaron a Madrid y empezaron a presentarse en el desaparecido Circo Price localizado en la Plaza del Rey con su troupe circense llamada Los hijos del Celeste Imperio. Meses después su esposa, Charlotte, falleció.
Tse-Ping, ahora viudo, siguió trabajando en el Price y en 1943 conoció a Manuela Fernández Pérez, quien pasó a ser su segunda esposa en el año 1944. Cuando se casaron, ella tenía 16 años y él 40. A partir de este momento, se convirtió al catolicismo, se bautizó como Jesús, adoptó el apodo Chepín (adaptación de su nombre al castellano) y obtuvo la nacionalidad española. Ellos no solo fueron pareja sentimental, también fueron pareja artística cuando ella se unió a la troupe circense de su esposo. El número más célebre que realizaron juntos fue el del lanzamiento de cuchillos, en el que Fernández aparecía en la pista atada a una tabla sobre la que Tse-Ping lanzaba siete cuchillos alrededor de su silueta.
En 1947, Tse-Ping y Fernández dejaron de presentarse en el Circo Price para hacerlo en el suyo propio, el Teatro-Circo Chino, el mismo que, desde 1950 hasta 1986, pasó a ser el emblemático Teatro Chino de Manolita Chen, ampliamente reconocido por combinar circo, revista musical y espectáculo de variedades, una mezcla entre el burlesque y el music hall. En 1950, nació su segunda hija llamada Mary Paz Chen Fernández (en chino, Li-Mee Chen, que significa flor de almendro). Con la creación de su nueva empresa, nombrada así, en honor a su esposa y mayor atractivo del espectáculo, Tse-Ping no volvió a presentarse en el escenario, su rol fue encargarse de las finanzas, de la contratación de artistas y de negociar los precios de los solares en los lugares en los que se presentaban.
En el año 1975, Tse-Ping incursionó en el negocio gastronómico, financiando el proyecto que le propuso su sobrino Chen Diguang, hijo de uno de sus hermanos ('Tío Ling'), de abrir un restaurante especializado en las recetas de su país, llamado Gran Muralla. Esta inversión fue el embrión de quince réplicas más en Madrid y de la primera cadena de restaurantes chinos en España.
A finales de la década de los setenta, con la retirada de Manolita Chen del escenario por su enfermedad, el auge del destape en la transición, la llegada de la democracia y de la televisión a España, la fama de los espectáculos sicalípticos empezó a decaer y a perder adeptos. Después de 36 años siendo la carpa más importante de cuantas recorrieron la geografía española, en 1986, Chepín cerró definitivamente su empresa.
Tse-Ping y Fernández se mudaron a Sevilla, donde inauguraron el primer restaurante chino de la ciudad. Tse-Ping murió en Sevilla en el año 1997 con 94 años, a causa de una subida de azúcar. El funeral se celebró en el Cementerio de la Almudena, al que asistieron personajes de la farándula nacional y representantes de la comunidad china en España.

## Legado artístico y reconocimientos
A Tse-Ping se le reconoce como el padre del género Teatro Chino en España.
En 2012 el director español Alberto Esteban, realizó el documental El Gran Teatro Chino de Manolita Chen, con una duración de 61 minutos y que se mostró en el espacio El documental de La 2, con el nombre Teatro chino de Manolita Chen, el cabaret de los pobres, dedicado a la analizar la evolución del teatro de Fernández y Tse-Ping, su incidencia en el musical de la época y la lucha contra la censura. En 2019, su sobrina nieta Eva Chen, inauguró un restaurante chino en Madrid llamado Manolita Chen.
En abril de 2021, gracias a la idea original de la actriz Pepa Zaragoza, se estrenó en el Price de Ronda de Atocha,Manolita Chen. Un cuento Chino, un espectáculo bajo la dirección y dramaturgia de José Troncoso, montaje de la compañía Los de la Baltasara, protagonizado por Zaragoza en el papel de Fernández y Nacho Vera en el papel de Tse-Ping, acompañados por Isa y Luigi Belui, María Jáimez y Chema Noci; y con el apoyo documental del biógrafo de Fernández, Juan José Montijano Ruiz.